# Ernst Falch
Ernst Falch (Sankt Anton am Arlberg, 27 giugno 1939) è un ex sciatore alpino e allenatore di sci alpino austriaco.

## Biografia
Sciatore polivalente con maggior propensione alle prove tecniche, Ernst Falch debuttò in campo internazionale in occasione del trofeo Arlberg-Kandahar 1958 (Sankt Anton am Arlberg, 7-9 marzo), dove si classificò 42º nella discesa libera, 11º nello slalom speciale e 18º nella combinata, e nello stesso anno vinse lo slalom gigante della Coppa Franchetti a Cortina d'Ampezzo; l'anno dopo arrivò 4º nello slalom speciale del trofeo dell'Hahnenkamm (Kitzbühel, 17 gennaio 1959) prima di subire un infortunio durante la discesa libera del Grand Prix du Chamonix (Chamonix, 20 febbraio) che ne compromise il prosieguo dell'annata e l'intera stagione successiva.
Tornato alle gare nel gennaio del 1961, quell'anno vinse lo slalom speciale del primo trofeo Pokal Vitranc (Kranjska Gora, 4-5 marzo); l'anno dopo conquistò lo slalom speciale della Coupe Émile Allais (Megève, 2-4 febbraio) e ai successivi Mondiali di Chamonix 1962 (10-18 febbraio), sua unica presenza iridata, nella medesima specialità fu 6º (la sola gara nella quale prese il via). Si ritirò in occasione del trofeo Arlberg-Kandahar 1964 (Garmisch-Partenkirchen, 14-16 febbraio); non prese parte a rassegne olimpiche. Dopo il ritiro divenne allenatore, prima occupandosi della nazionale britannica femminile, poi nei quadri della Federazione sciistica dell'Austria. Si dedicò infine all'attività di albergatore nella natia Sankt Anton am Arlberg; è padre di Martin, a sua volta sciatore alpino nonché triatleta paralimpico.

## Palmarès

### Classiche
Coupe Émile Allais
- 1 vittoria (slalom speciale a Megève 1961)

Pokal Vitranc
- 1 vittoria (slalom speciale a Kranjska Gora 1961)

### Campionati austriaci
- 1 medaglia[senza fonte]:
  - 1 bronzo (combinata nel 1961)

### Campionati austriaci juniores
- 2 medaglie[2]:
  - 1 oro (slalom speciale nel 1956)
  - 1 argento (combinata nel 1956)